# Prilep (obwód Burgas)
Prilep (bułg. Прилеп) – wieś w Bułgarii, w obwodzie Burgas, w gminie Sungurłare. Według danych szacunkowych Ujednoliconego Systemu Ewidencji Ludności oraz Usług Administracyjnych dla Ludności, 15 czerwca 2020 roku miejscowość liczyła 560 mieszkańców.

## Instytucje
- Kmetstwo
- Czitaliszte „Wasił Lewski – 1929”[2]
- Szkoła podstawowa im. Wasiła Lewskiego[3]